# 联合国和平行动部
联合国和平行动部（英語：Department of Peace Operations，縮寫DPO），曾称维持和平行动部（Department of Peacekeeping Operations，DPKO），為聯合國致力于协助会员国和维护国际和平与安全的單位。

## 职能
和平行动部向世界各地的联合国维和行动提供政治和行政领导，在执行安全理事会任务规定的过程中与安全理事会、出兵国和出资国及冲突各方保持接触。和平行动部积极统筹联合国、政府和非政府实体在维和行动中所做的工作。该部还就军事、警务、地雷行动和其它问题向联合国其它政治和建设和平特派团提供指导和支持。

## 历史
和平行动部的历史可以追溯到1948年首批联合国维和行动——联合国停战监督组织（停战监督组织）和联合国驻印度和巴基斯坦军事观察组（印巴观察组）创建之时。直到1980年代晚期，维和行动一直是通过特别政治事务厅运作的。维持和平行动部是在1992年布特罗斯·布特罗斯-加利就任秘书长后正式组建的。

## 下属部门

### 行动厅
行动厅的主要作用是，向各特派团提供政治和战略政策和业务指导和支持。

### 法治和安全机构厅
法治和安全机构厅是2007年设立的，目的是加强联系，协调和平行动部警察、司法和惩戒、地雷行动、前战斗员的解除武装、复员和重返社会及安全部门改革等领域的活动。

### 军事厅
军事厅的任务是为支持联合国的目标部署最适中的军事力量；提高联合国各维和特派团军事部分的绩效、效率和成效。

### 政策、评价和培训司
政策、评价和培训司负责提供综合能力，用于：制定和传播政策和思想；设计、协调和提供标准化培训；评价任务规定的执行进度；制订关于与联合国内部和外部伙伴开展战略合作的政策和业务框架。

## 主管
目前，维持和平行动部的主管是埃尔韦·拉德苏先生。